# Bouffon noir
 (février 2013).
Si vous disposez d'ouvrages ou d'articles de référence ou si vous connaissez des sites web de qualité traitant du thème abordé ici, merci de compléter l'article en donnant les références utiles à sa vérifiabilité et en les liant à la section « Notes et références ».
 (décembre 2018).
Le contenu est difficilement compréhensible vu les erreurs de traduction, qui sont peut-être dues à l'utilisation d'un logiciel de traduction automatique.
Le Bouffon noir (Demogoblin en version originale) est un super-vilain créé par Marvel Comics. Sa première apparition remonte à la publication de Spectacular Spider-Man #147, mais son hôte, le Super-Bouffon, apparaît pour sa part dès la sortie de Web of Spider-Man #86 en 1992.
Le personnage du Bouffon noir commence son existence séparée de Jason Macendale à la suite de Web of Spider-Man #86. Après quelques incartades avec Carnage, il est tué par Jason Macendale dans Spider-Man #48 (juillet 1994).

## Biographie de fiction
Le Bouffon noir résulte de la fusion d'un démon banni des Limbes et de Jason Macendale (le Super-Bouffon), lorsque ce dernier conclut un pacte avec le démon N'astirh pour obtenir plus de pouvoir et de puissance, en échange de son âme.
En tant que Super-Bouffon, il infecte Moon Knight avec un virus démoniaque qui provoquera chez celui-ci une mutation. Puis, il combat Ghost Rider qui réussit à le vaincre grâce à sa chaîne au feu mystique. Macendale réussit à chasser l'entité démoniaque hors de son corps, ce qui donne naissance au Bouffon noir.
Ce dernier, pensant être en mission sacrée, cherche à tuer ceux qu'il considère comme des pêcheurs (c'est-à-dire n'importe qui à l'exception des enfants). Il affirme faire partie des « Justes » - un groupe de démons qui cherchent à obtenir la rédemption de leurs péchés. Pour ce faire, ils s'autoproclament "Serviteurs du Seigneur", pensant extermer d'autres démons et détruire le mal partout où ils le trouvent.
Dans sa chasse, il affronte Spider-Man et le Super-Bouffon. Il est finalement vaincu par Venom et Ghost Rider.
Durant l'arc narratif Maximum Carnage, le Bouffon noir rejoint Carnage et Shriek dans leur virée sanglante à travers New-York. Il combat Firestar, Iron Fist et La Cape et l'Épée. Quelque temps plus tard, il est détruit par le chasseur Blade, rendu très puissant par le Darkhold, mais il se voit ressuscité quand le pouvoir temporaire de Blade arrive à son terme.
Il est finalement tué dans un combat contre le Super-Bouffon, en protégeant des enfants de débris tombant sur eux, les sauvant d'une mort certaine. Son esprit affronte plus tard Moon Knight et tente de le posséder. Le héros est néanmoins sauvé par docteur Strange et Mr Fantastique.

## Autre version
Dans l'univers Ultimate Marvel, dans le cadre de la Saga du Clone, Mary Jane est enlevée de sa chambre par Kaine Parker, un clone défiguré de Peter Parker, qui est déterminé à lui donner ses pouvoirs afin qu'elle ne soit plus menacée par ses ennemis. Le clone injecte dans son sang une dose non quantifiée d'OZ, substance responsable de la création du Bouffon vert, du Bouffon noir et de Spider-Man. En apprenant cela, Mary Jane se met très en colère et se transforme en une énorme créature de type gobelin rouge (mentionné par Bendis comme l'ultime Bouffon noir). Cependant, alors que le vrai Peter Parker et Spider-Woman apparaissent, elle se calme et reprend sa forme originale, juste au moment où Peter rend son clone inconscient. Mary Jane est emmenée au Baxter Building des Fantastic Four. Quand elle se réveille, apeurée, sa colère provoque une autre transformation.
Cependant, quand elle voit le clone, qui était dans le bâtiment, elle se calme à nouveau et retrouve son état normal. On lui administre alors ce que l'on croit être un remède contre les effets de la formule OZ. Cependant, l'épreuve l'a profondément traumatisée. Elle souffre de crises de panique et elle est hantée par le visage défiguré du clone de Peter.
Au cours de l'épilogue de la saga du Clone, Peter et Mary Jane ravivent leur romance, au grand dam de Kitty Pride. Susan Storm suggère que Peter de garder un œil attentif sur Mary Jane et de consulter un psychiatre pour l'aider. Dans le numéro 107, Mary Jane voit Peter parler à Kitty et se met en colère. Sa main se met à trembler et ses ongles se transforment brièvement en griffes, mais elle se calme en voyant Kitty partir, ce qui indique que sa guérison pourrait ne pas être permanente ou complète. Dans le numéro 112, on voit que Mary Jane rêvasse dans une scène où elle se bat dans sa forme mutante contre Spider-Man et les Quatre Fantastiques.
Mary Jane décide de poursuivre activement une carrière en journalisme de radiotélévision et elle commence une série de rapports de webcast sur site à New York avec Peter que son cameraman. Elle salit constamment son nom de famille, lui faisant perdre son sang-froid, au grand amusement de Peter. Elle aide finalement Kitty Pryde à traquer Peter quand il est capturé et démasqué par le Shocker.
Dans Mort d'un Bouffon, quand Spider-Man demande pourquoi ils ne peuvent pas guérir Harry et Norman, l'un des agents du SHIELD Peter raconte que le remède contre le OZ ne fonctionne pas.

## Pouvoirs et capacités
Le Bouffon noir est un démon doué de nombreux pouvoirs surhumains tels une agilité hors du commun, une résistance aux attaques, une vitesse époustouflante, une force incroyable, d'excellents réflexes et l'insensibilité à la douleur. Sa fusion avec le Super-Bouffon lui accorde une maîtrise de nombreux arts martiaux ainsi que des techniques de combat et d'entrainement militaire.
Il possède également de grandes connaissances en magie noire ou dans les sciences occultes et il maîtrise de nombreux pouvoirs surnaturels comme celui d'envoyer et de projeter des boules de feu, des décharges de chaleur ou de créer des flammes mystiques. De plus, sa peau peut provoquer des hallucinations ou brûler par simple contact. Il est capable de contrôler mentalement et de faire léviter son planeur miniature, composé d'un feu de l'enfer, et à le propulser à grande vitesse. Il peut également invoquer des démons qui attaqueront tous ceux qu'il ordonnera de détruire.
Le Bouffon noir crée des bombes citrouilles, similaires à celle du Bouffon vert. Elles existent en plusieurs types : orange (explosives ou incendiaires) ou noires (contenant un gaz magique provoquant le désespoir et une paralysie émotionnelle). D'autres contenaient du gaz lacrymogène ou de la fumée. Il peut voler en utilisant son planeur mystique, composé de feu mystique qu'il arrive à contrôler mentalement pour le propulser à des vitesses très élevées. Enfin, il utilise des lames en forme de chauves-souris tranchantes comme des rasoirs.